# 106 Dione
Det finns även en måne till Saturnus med namnet Dione.
106 Dione eller A902 TA är en asteroid upptäckt av den kanadensisk-amerikanske astronomen James Craig Watson den 10 oktober 1868 i Ann Arbor. Asteroiden är uppkallad efter Dione en titan i grekisk mytologi.
En ockultation av en stjärna observerades 1983 vilket gav en diameter på 147 kilometer vilket bekräftar observationer gjorda av IRAS.